# Fujiwara no Michitoshi
Fujiwara no Michitoshi (japanisch 藤原 道俊; geboren 1047; gestorben 3. September 1099) war ein japanischer Dichter der späten Heian-Zeit, bekannt als Herausgeber von Gedichtsammlungen.

## Leben und Wirken
Fujiwara no Michitoshi war in Sohn von Fujiwara no Tsunehira (藤原 経平; 1014–1091) aus der Ononomiya-Poesie-Schule (小野宮流). Es wird auch gesagt, dass seine wahre Mutter die Tochter von Takashina Seijun (高階 成順: ?–1040) und Ise no Taifu (伊勢 大輔; 989–1060) war. Sein Vater hatte das ererbte Amt eines Provinzgouverneurs (受領, Zuryō) übernommen und verfügte über finanzielle Reserven, und sein älterer Bruder Michimune (藤原 通宗: 1040–1084) erbte diese Position.
Michitoshi nutzte den zeitgemäßen Trend der Zuryō-Klasse und genoss das Vertrauen des im Ruhestand befindlichen Kaisers Shirakawa. Er spielte eine aktive Rolle als enger Vasall und wurde zum Junior-Ratsmitglied dritten Ranges befördert. Für anstehende Aufgaben wurde er vor dem durchaus bewährten Gelehrten Minamoto no Tsunenobu (1016–1097) vorgezogen. Im Jahr 1075 erhielt er den Auftrag, die Chokusen-Sammlung (勅撰集) zusammenzustellen, und im Jahr 1086 stellte er die Goshūi-Sammlung (後拾遺集) zusammen. Diese Sammlung, die auf dem „Hitoheni o Kashiki-Stil“ (ひとへにをかしき風体) basiert, löste in der Welt der Poesie viele Debatten aus. Im Zusammenhang mit dem Prozess der Fertigstellung der Goshūi-Sammlung gibt es die „Goshui-Fragen und -Antworten“ (後拾遺問答, Goshūi mondō), in denen Minamoto no Tsunenobu nach seiner Meinung gefragt wird. 1087 wurde die Sammlung leicht überarbeitet und ein Katalog und eine Einführung erstellt.
Danach war Michitoshi in vielen öffentlichen Angelegenheiten tätig und wurde als kompetenter Beamter hoch geschätzt. Er war mit der Geschichte der Berufe bestens vertraut, beherrschte die chinesische Poesie hervorragend und war als „Ōe no Masafusa“ (大江匡房) bekannt. Bei den Waka-Gedichten handelt es sich offenbar um Gedichtsammlungen aus den Jahren 1075 und 1078 sowie um kaiserliche Sammlungen ab der Goshūi-Sammlung. In den Ideen und Ausdrucksformen herrscht ein Gefühl für Neuheit, doch viele der Lieder sind tendenziell zu intellektuell. Die Poesietheorie kann als Zusammenfassung von „Michitoshi Asonno Musumetachi no Uta-awase“ (通宗朝臣女子達歌合) – etwa „Michitoshis Gedichtsammlung für die Damen am Kaiserhof“ betrachtet werden und betont „Utameku“ (歌めく) – das „Liedhafte“ und das „Mezurashi“ (めづらし) – „Sonderliche“.
Einer von Michitoshis Versen lautet: „Mache Dich mit einem Boot auf den Gezeiten von Seto auf den Weg, wo der Wind auf die gleiche Weise weht, und passiere schnell den Berg Sayakata.“